# Karel Bubela mladší
Karel Bubela mladší (10. listopadu 1872 Bzenec – 19. července 1943 Vsetín) byl rakouský podnikatel a politik české národnosti z Moravy; poslanec Moravského zemského sněmu.

## Biografie
Jeho otcem byl podnikatel a politik Karel Bubela, matkou byla Barbora Drahokoupilová z Dolních Bučic. Karel byl nejstarším synem svých rodičů. Narodil se v Bzenci, kde tehdy sídlila rodinná firma, ale již roku 1876 se přestěhovali do Vsetína. Vystudoval gymnázium ve Valašském Meziříčí a pak začal studovat práva na Univerzitě Karlově v Praze. Vysokou školu ovšem nedokončil a začal působit v rodinném obchodu se dřevem. Od roku 1907 byl firemním prokuristou a od roku 1908 (po smrti otce) i veřejným společníkem podniku. Byl veřejně a politicky činný. V roce 1892 byl společně s architektem Dušanem Jurkovičem a profesorem Válkem hlavním jednatelem národopisné výstavy ve Vsetíně. Spolu se svým otcem se také podílel na organizování účasti Valašska na Národopisné výstavě českoslovanské v roce 1895. Od roku 1907 byl členem Pokrokového politického spolku, majícího blízko k Tomáši Masarykovi. Spolek vydával týdeník Valašské noviny. Byl vsetínským důvěrníkem spolku. Podílel se na kampani T. Masaryka do voleb do Říšské rady roku 1911. V roce 1911 se podílel na ustavení Vsackého politického spolku. Byl členem vsetínského vzdělávacího spolku Snaha, zakládal Okrašlovací spolek. Měl podíl na konání místní ovocnářské výstavy roku 1907 a dobytkářské výstavy v roce 1913. Od roku 1910 zasedal v okresní školní radě. Byl členem místního Sokola a pomáhal sokolům opatřovat finance. V srpnu 1913 mu udělilo město Hranice čestné občanství.
Počátkem 20. století se zapojil i do vysoké politiky. V zemských volbách v roce 1913 byl zvolen na Moravský zemský sněm, kde zastupoval kurii venkovských obcí, český obvod Vsetín. V roce 1913 se uvádí jako pokrokový kandidát (Lidová strana pokroková na Moravě, moravská sesterská strana Národní strany svobodomyslné, tj. mladočeské). Na sněmu byl členem poslaneckého klubu Strany lidově-pokrokové. Zasedl do živnostenského, železničního, imunitního a sociálně-politického odboru sněmu. Byl navíc zapisovatelem živnostenského odboru.
Během světové války byl v roce 1917 odveden do armády. Do domoviny se vrátil z Terstu až v prosinci 1918. Po roce 1918 se z aktivního politického života převážně stáhl. V období let 1919–1921 většinou pobýval obchodně v Praze. Podílel se na budování profesních organizací dřevařského průmyslu. Stal se předsedou Svazu majitelů pil. Byl i předsedou nožířské sekce Svazu průmyslu (Bubelova dřevařská firma dlouhodobě vyráběla i nože). Vláda ho vyslala coby delegáta obchodní mise do Paříže. V roce 1920 byl ustanoven obchodním radou dřevařského odboru. Dlouhodobě zasedal v obchodní a živnostenské komoře v Olomouci a byl členem okresního výboru ve Vsetíně. Firma Bratři Bubelové byla roku 1923 rozdělena, přičemž Karel Bubela a jeho bratr Viktor Bubela založili nový podnik. Karel Bubela podle vzpomínek bratra nebyl příliš znalý vlastní výroby, ale zabýval se hlavně organizováním chodu firmy a o daňové otázky. V roce 1926 se podílel na stavbě Masarykova pomníku ve Vsetíně. V pokročilém věku se roku 1927 oženil. Sňatek skončil roku 1935 rozvodem, přičemž manželka ho připravila soudně o značné jmění. V závěru života byl apatický a úzkostně prožíval nacistickou okupaci. Zemřel v červenci 1943. Příčinou byla stařecká sešlost a zápal plic. Po posledním rozloučení ve Vsetíně bylo tělo odvezeno do krematoria v Olomouci. Byl příslušníkem Českobratrské církve evangelické.